# Süd-Ost-Kyffhäuser
Das Naturschutzgebiet Süd-Ost-Kyffhäuser liegt auf dem Gebiet der Stadt Bad Frankenhausen/Kyffhäuser im Kyffhäuserkreis in Thüringen. Es erstreckt sich nördlich der Kernstadt Bad Frankenhausen und westlich von Udersleben, einem Ortsteil der Stadt Bad Frankenhausen. Am westlichen Rand des Gebietes verläuft die B 85 und südlich die Landesstraße L 1172. Südlich fließt die Kleine Wipper, ein linker Zufluss der Unstrut.

## Bedeutung
Das 442,9 ha große Gebiet mit der NSG-Nr. 448 wurde im Jahr 2003 unter Naturschutz gestellt.